# Anacroneuria galba
Anacroneuria galba é uma espécie de inseto plecóptero pertencente à família dos perlídeos.

## Habitat
No seu estado imaturo é aquático e vive em água doce, e enquanto adulto é terrestre e voador.

## Distribuição geográfica
Encontra-se no Brasil: Goiás e, provavelmente também, São Paulo, Minas Gerais e Espírito Santo.